# La Vieux-Rue
La Vieux-Rue è un comune francese di 454 abitanti situato nel dipartimento della Senna Marittima nella regione della Normandia.

## Società

### Evoluzione demografica
Abitanti censiti